# Edgard Poelmans
Georgius Edgard Poelmans (ur. 13 lipca 1883 w Mechelen – zm. 14 grudnia 1932 w Forest) – belgijski piłkarz grający na pozycji obrońcy. Był reprezentantem Belgii.

## Kariera klubowa
Swoją karierę piłkarską Poelmans rozpoczął w klubie Olympia Club de Bruxelles. W 1903 roku przeszedł do Royale Union Saint-Gilloise. Z klubem tym sześciokrotnie wywalczył mistrzostwo Belgii w sezonach 1903/1904, 1904/1905, 1905/1906, 1906/1907, 1908/1909 i 1909/1910 oraz czterokrotnie wicemistrzostwo Belgii w sezonach 1907/1908, 1911/1912, 1912/1913 i 1913/1914. Zdobył też dwa Puchary Belgii w sezonach 1912/1913 i 1913/1914.

## Kariera reprezentacyjna
W reprezentacji Belgii Poelmans zadebiutował 1 maja 1904 w zremisowanym 3:3 meczu Évence Coppée Trophy z Francją, rozegranym w Uccle. Od 1904 do 1911 rozegrał w kadrze narodowej 16 meczów i strzelił 1 gola.